# 15-та повітряна армія (СРСР)
П'ятна́дцята пові́тряна а́рмія (15 ПА) — авіаційне об'єднання, повітряна армія військово-повітряних сил СРСР під час німецько-радянської війни.

## Історія
Сформована 29 липня 1942 року на підставі наказу НКО СРСР від 27 липня 1942 року на базі управління та частин ВПС Брянського фронту у складі 286-ї винищувальної, 225-ї штурмової і 284-ї бомбардувальної авіадивізій і трьох окремих авіаполків.
Бойове хрещення отримала восени 1942 року, беручи участь в оборонних битвах поблизу міста Воронеж і в ліквідації плацдарму противника на лівому березі р. Дон. Взимку 1943 року підтримувала війська фронту у Воронезько-Касторненськой наступальної операції.
У липні-серпні 1943 року брала участь в Орловській стратегічній наступальній операції.
У вересні того ж року підтримувала війська фронту в Брянській наступальній операції.
У жовтні 1943 року повітряна армія передана до складу Прибалтійського, (з 20 жовтня 2-й Прибалтійський) фронту. Підтримувала наступ його військ на вітебсько-полоцькому напрямі, потім брала участь у розгромі з'єднань південного крила групи армій «Північ», сприяла успішному форсуванню р. Великої.
У літніх наступальних операціях 1944 року повітряна армія сприяла військам фронту при прориві сильно укріпленої оборони противника в районі Ідриця, Себеж, Дриса, брала участь у Режицько-Двінській операції, у вересні-жовтні того ж року брала участь у боях за визволення Латвії, її столиці м. Рига.
У 1945 р. у складі 2-го Прибалтійського, з 1 квітня Ленінградського фронтів повітряна армія брала участь у ліквідації курляндського угрупування противника.
Всього за роки війни льотний склад повітряної армії здійснив 170 593 літако-вильоти, брав участь у чотирьох повітряних операціях, та в 1520 повітряних боях, в яких знищив 1824 літаки противника.
За успішне виконання завдань командування ряд з'єднань і частин армії отримали почесні найменування і нагороджені орденами. 19 975 воїнів було нагороджено орденами і медалями, 72 льотчикам і штурманам присвоєно звання Героя Радянського Союзу, а О. К. Рязанов і І. Н. Степаненко удостоєні цього звання двічі.
У січні 1949 р. у ВПС і ППО відбулась масова зміна номерів усіх наявних тоді повітряних армій. З 20 лютого 1949 року має назву 30-та повітряна армія.

## Склад

### Авіаційні корпуси
- 1 гвак (05 — 10.1943 та сер.02. — сер.04.1945);
- 2 вак (01 — 03.43);
- 3 бак (01.02.43 — 21.02.43);
- 5 гбак (02.45 — 05.45);
- 3 шак (05.43 — ?);
- 7 шак (02.45 — 05.45);
- 11 зак, пізніше 14 вак (07.43 — 28.09.44);
- 11 вак.

### Авіаційні дивізії
- 286 винищувальна авіаційна дивізія (вад) (07.42 — ?);
- 315 вад (04.43 — ?);
- 336 вад (02.45 — 05.45);
- 284 нбад (07.42 — ?);
- 313 нбад (06.43 — ?);
- 113 бад (06.43 — ?);
- 188 бад (08.44 — ?);
- 224 шад (13.08.43 — 20.09.43);
- 214 шад (07.44 — ?);
- 305 шад (02.45 — 05.45).

### Авіаційні полки
- 32 орап (23.11.42 — ?);
- 50 орап (05.43 — ?);
- 13 оап ГВФ (08.43 — 09.43);
- 187 окрап (07.42 — ?).

### Авіаційні ескадрильї
- 15 одрае (15.08.42 — 03.11.43);
- 13 окрае (08.06.42 — 23.05.44).

## Командування
Командувачі:
- генерал-майор авіації Пятихин І. Г. (27 липня 1942 — травень 1943);
- генерал-лейтенант авіації, з серпня 1944 генерал-полковник авіації Науменко М. Ф. (травень 1943 — до кінця війни).

Члени військової ради:
- полковий комісар, з 5 грудня 1942 полковник, з 19 січня 1944 генерал-майор авіації Сухачев М. Н. (17 липня 1942 — до кінця війни).

Начальники штабів:
- полковник Семенов І. С. (22 липня 1942 — 23 серпня 1942);
- генерал-майор авіації Саковнин А. А. (24 серпня 1942 — до кінця війни).